# Jonathan Walton
Jonathan Walton (ur. 6 października 1990 roku w Leicesterze) – brytyjski wioślarz, uczestnik Letnich Igrzysk Olimpijskich 2016 w Rio de Janeiro.

## Życiorys
Urodził się 6 października 1990 roku w Leicester. W 2005 roku wstąpił do klubu wioślarskiego w Leicester. Jego pierwszym trenerem był Howard Marsh. W 2008 roku po raz pierwszy reprezentował barwy swojego kraju. Wystąpił wówczas w zawodach Coupe de la Jeunesse, zwyciężając w konkursie juniorskich dwójek podwójnych. W 2009 roku zwyciężył natomiast w rywalizacji ósemek podczas Australijskiego Festiwalu Olimpijskiego Juniorów w Sydney.
W 2010 wystartował w Mistrzostwach Świata do lat 23, odbywających się w Brześciu. W konkursie czwórek podwójnych zajął 9. miejsce. W 2011, podczas kolejnej imprezy tego typu, zajął 8. miejsce w konkursie jedynek. W 2012 roku ukończył studia na uniwersytecie w Loughborough. W tym samym roku wystartował także w swoich trzecich Mistrzostwach Świata do lat 23, zajmując wspólnie z Jackiem Beaumontem 7. miejsce w konkursie dwójek podwójnych.
W 2012 roku po raz pierwszy wystartował także w kadrze seniorskiej. Podczas Mistrzostw Europy zajął 7. miejsce w rywalizacji czwórek podwójnych. Na początku 2013 roku przez krótki okres startował w jedynkach. Podczas Mistrzostw Europy w Belgradzie wystąpił już w dwójkach podwójnych i wspólnie z Johnem Collinsem zajął 6. pozycję. W 2014 roku zadebiutował na mistrzostwach świata, odbywających się wówczas w Amsterdamie, gdzie zajął 7. miejsce. Rok później zajął wspólnie z Johnem Collinsem 8. miejsce podczas kolejnych mistrzostw świata, co było równoznaczne ze zdobyciem kwalifikacji na Letnie Igrzyska Olimpijskie 2016 w Rio de Janeiro. Podczas igrzysk olimpijskich, startując z tym samym partnerem, zajął 5. pozycję.

## Osiągnięcia
| Impreza                     | Rok  | Miejsce             | Konkurencja      | Pozostali członkowie osady                     | Poz. |
| --------------------------- | ---- | ------------------- | ---------------- | ---------------------------------------------- | ---- |
| Mistrzostwa Świata U-23     | 2010 | Brześć              | czwórka podwójna | John Collins Nicholas Middleton Jack Hockley   | 9.   |
| Mistrzostwa Świata U-23     | 2011 | Amsterdam           | jedynka          | –                                              | 8.   |
| Mistrzostwa Świata U-23     | 2012 | Troki               | dwójka podwójna  | Jack Beaumont                                  | 7.   |
| Mistrzostwa Europy          | 2012 | Varese              | czwórka podwójna | Daniel Ritchie Nicholas Middleton John Collins | 7.   |
| Mistrzostwa Europy          | 2014 | Belgrad             | dwójka podwójna  | John Collins                                   | 6.   |
| Mistrzostwa Świata          | 2014 | Amsterdam           | dwójka podwójna  | John Collins                                   | 7.   |
| Mistrzostwa Europy          | 2015 | Poznań              | dwójka podwójna  | John Collins                                   | 8.   |
| Mistrzostwa Świata          | 2015 | Aiguebelette-le-Lac | dwójka podwójna  | John Collins                                   | 8.   |
| Mistrzostwa Europy          | 2016 | Brandenburg         | dwójka podwójna  | John Collins                                   | 6.   |
| Letnie Igrzyska Olimpijskie | 2016 | Rio de Janeiro      | dwójka podwójna  | John Collins                                   | 5.   |